# Gonomyia furcula
Gonomyia furcula är en tvåvingeart. Gonomyia furcula ingår i släktet Gonomyia och familjen småharkrankar.

## Underarter
Arten delas in i följande underarter:
- G. f. brevispica
- G. f. furcula